# Salvador Arcella
Salvador Arcella (nacido y fallecido en Buenos Aires, Argentina) fue un destacado actor de reparto de la época dorada de la cinematografía argentina.

## Carrera
Arcella fue un eximio actor secundario de cine y teatro que acompañó a grandes estrellas de la época de oro argentina, como Floren Delbene, Sara Olmos, Herminia Franco, Paulina Singerman, Elsa O'Connor, César Fiaschi, Morena Chiolo, Jerónimo Podestá, Elena Lucena, León Zárate, Antuco Telesca y Eloy Álvarez, entre muchos otros.
Trabajó en exitosas obras teatrales y en más de 15 filmes.

### Filmografía
- 1927: Federales y unitarios
- 1935: Puente Alsina
- 1937: Sol de primavera
- 1937: Muchachos de la ciudad como Lisandro
- 1937: Besos brujos como Zenón
- 1938: La ley que olvidaron como Don Nicolás
- 1938: La que no perdonó como Creus
- 1938: De la sierra al valle
- 1939: Cuatro corazones
- 1939: Retazo
- 1939: Nuestra tierra de paz
- 1939: Chimbela
- 1940: Un señor mucamo
- 1940: Caprichosa y millonaria
- 1940: Amor
- 1940: El ángel de trapo como el padre de Elena[2]

### Teatro
A lo largo de su extensa carrera en el escenario porteño de varios populares y recordados teatros, desempeñó papeles melodramáticos y cómicos.
En 1933 se lució en la obra teatral Bambalinas haciendo el personaje de Salerno. Junto con él estaban Francisco Charmiello, Susana Vargas, Miguel Ligero, Carlos Castro, Luis Grimaldi, Aída Sportelli, Felipe Dudan y María Goycochea.
También trabajó en una obra junto a Maruja Gil Quesada y Julio Medrano , en el papel de Don Luiggi.